# Quino
Joaquín Salvador Lavado Tejón, conocido bajo el seudónimo de Quino (Mendoza, 17 de julio de 1932-Mendoza, 30 de septiembre de 2020), fue un humorista gráfico e historietista argentino nacionalizado español. Su obra más conocida fue la tira cómica Mafalda, publicada entre 1964 y 1973.

## Biografía
Sus padres eran españoles de la localidad de Fuengirola (Málaga) que emigraron a Argentina. Lo llamaron «Quino» desde pequeño para distinguirlo de su tío, el ilustrador Joaquín, quien fue el que despertó su vocación de dibujante a una edad muy temprana. En 1945 tras la muerte de su madre, empezó a estudiar en la Escuela de Bellas Artes de Mendoza. Su padre murió poco después, cuando Quino tenía diecisiete años. Posteriormente abandonó la escuela, con la intención de convertirse en autor de historietas cómicas y pronto vendió su primera obra. Intentó encontrar trabajo en distintas editoriales porteñas, pero no tuvo éxito. Después de hacer el servicio militar obligatorio, en 1954 se estableció en Buenos Aires.
Publicó su primera página de humor en el semanario Esto Es, a partir de entonces empezó a publicar en muchos otros medios: Leoplán, TV Guía, Vea y Lea, Damas y Damitas, Usted, Panorama, Adán, Atlántida, Che, el diario Democracia, entre otros.
Desde 1954 publicó regularmente en Rico Tipo y luego en Tía Vicenta y Dr. Merengue. Poco después comenzó a hacer dibujos publicitarios. Publicó su primer libro recopilatorio, Mundo Quino, en 1963, tras lo que le encargaron unas páginas para una campaña de publicidad encubierta para la empresa de electrodomésticos Mansfield, para las que creó el personaje de Mafalda. La campaña no llegó a realizarse, por lo que la primera historia de Mafalda se publicó en Leoplán, tras lo que pasó a publicarse regularmente en el semanario Primera Plana ya que el director del semanario era amigo de Quino. Entre 1965 y 1967 se publicó en el diario El Mundo; pronto publicó el primer libro recopilatorio y empezó a editarse en otros países, entre ellos Italia, España (donde la censura obligó a etiquetarlo como para adultos) y Portugal.
Quino dejó la tira Mafalda el 25 de junio de 1973, porque, según expresó, se le habían acabado las ideas. En una entrevista, contó que lo peor que le sucedió con sus dibujos fue durante la última dictadura militar, por ello, en marzo de 1976 decidió exiliarse y meses más tarde, se produjo la llamada “Masacre de San Patricio”, en la que cinco religiosos fueron acribillados por un grupo de tareas que los mató y colocó al lado de uno de los cadáveres una de las viñetas más conocidas de Mafalda, en la que señala al bastón de un policía y afirma: “¿Ven? Este es el palito de abollar ideologías”.
Posteriormente Quino se exilió en Milán, desde donde continuó realizando páginas de humor.
En 2008, con curaduría de Mercedes Casanegra y como parte del Programa de Nuevos Murales, la empresa Subterráneos de Buenos Aires comisionó un mural de azulejos con los personajes de Mafalda en el pasillo que une las estaciones Perú y Catedral.
En 2009 participó con un original de Mafalda realizado para El Mundo en Bicentenario: 200 años de Humor Gráfico, muestra organizada por el Museo del Dibujo y la Ilustración que se realizó en el Museo Eduardo Sívori de Buenos Aires.
El 21 de mayo de 2014 obtuvo el Premio Príncipe de Asturias de Comunicación y Humanidades, galardón que le fue entregado el 25 de octubre siguiente.

### Fallecimiento
Falleció el 30 de septiembre de 2020, tras estar internado a causa de un accidente cerebrovascular a los ochenta y ocho años, un día después de haberse cumplido cincuenta y seis años de la primera publicación de su tira más emblemática, Mafalda.

## Temas

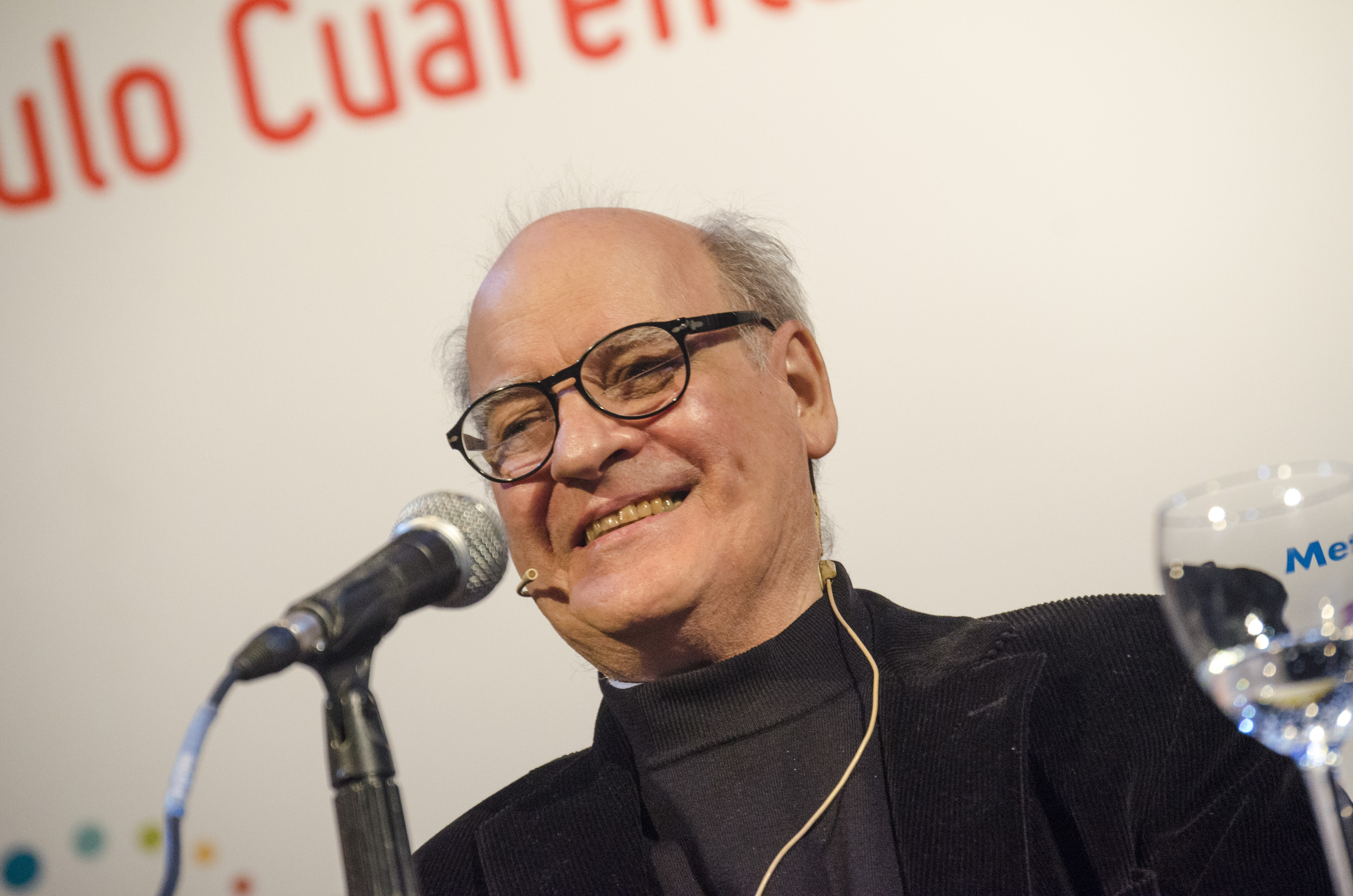
Quino en la inauguración de la 40.ª Feria Internacional del Libro de Buenos Aires, en 2014.

Los protagonistas de sus tiras cómicas suelen ser gente común, aunque Quino no renuncia a escenas surrealistas o alegóricas (como policías arrojando valium en las bocas abiertas de manifestantes) y a las reacciones caricaturescas. 
Los contenidos de Mafalda suelen ser más cercanos y a la vez más adultos que en otras tiras similares. Mafalda se preocupa por la política mundial y Manolito está obsesionado con el dinero. A pesar de ello, estos personajes pueden ser vistos como niños reales con padres reales y no como «adultos en cuerpos de niño». 
El humor de Quino es típicamente ácido e incluso cínico y ahonda con frecuencia en la miseria y el absurdo de la condición humana. Así, hace al lector enfrentarse a la burocracia, a los errores de la autoridad, a las instituciones inútiles o a la estrechez de miras. Otro recurso típico es la reducción al absurdo de situaciones conocidas. 
Este enfoque pesimista de la realidad no impide que sus historias estén llenas de ternura y muestren una simpatía por las víctimas de la vida (empleados, niños, amas de casa, pensionistas, oscuros artistas, etcétera), sin ocultar sus fallos y limitaciones. Pero incluso en sus caricaturas de jefes opresivos y burócratas sin sentimientos se atisba cierta simpatía, por ser a su vez víctimas de su propia estupidez. 
La óptica de Quino es probablemente producto de las vicisitudes de Argentina en los últimos cuarenta años; su mezcla de pesimismo y humanismo es posiblemente una de las principales razones de su gran éxito en toda Hispanoamérica y gran parte del mundo fuera de Hispanoamérica, lo que explica que sus historietas de tópico argentino aporteñado de las décadas de 1960 y 1970 hayan sido editadas y traducidas a muy distintos idiomas aparte del original español rioplatense.[cita requerida]

## Estilo creativo
El sueño de Quino es sintético, con pocos cuadros, imágenes sencillas y diálogos breves, nos hace reflexionar. Nos habla de una Mafalda en blanco y negro. El color y las voces, los objetos decorativos y utilitarios llegarán después, soñado por otros que animarán sus historietas y multiplicarán sus apariciones en lo cotidiano. Se dice que existen diferentes clases de sueños, algunos basados en el contacto con el mundo de las formas de pensamiento. Se relacionan con el esfuerzo que hacemos para entender o interpretar la vida y su significado, su sentido. Se ocupan de los ideales y las ideas que han controlado la vida humana, y que forman las bases de la historia. Oh, sí, Quino soñaba no sólo con la familia, sino también con la vida y sus ideales: con la justicia, la libertad, la democracia, las finanzas, la ética. Otros sueños de Quino son geométricos en su naturaleza, y en ellos las personas se vuelven conscientes de los patrones básicos, de las formas y de los símbolos que determinan arquetipos y procesos evolutivos, que representan el desarrollo de la conciencia. (...) Soñar, visualizar, la experiencia mental en que un artista trae su imaginación a lo real habla de una madurez creativa. Sueño, creatividad y creación son experiencias relacionadas, que permiten la expresión de ideales que construyen la consciencia humana.
Ra'al Ki Victorieux.

## Cronología
- 1935: Quino descubre lo que será la pasión de su vida cuando su tío Joaquín (dibujante publicitario) los entretiene una noche con sus dibujos.
- 1950: Dibuja su primera historieta para publicidad.
- 1951: Sufre su primer revés al ir a Buenos Aires y no vender sus chistes en revistas y diarios.
- 1954: Logra por fin que le acepten su primera página de chistes sin palabras en el semanario Esto es.
- 1955-1959: Colabora con páginas de humor en numerosas publicaciones.
- 1960: Se casa con Alicia Colombo, con quien permanece hasta la muerte de ella en 2017.[15]
- 1962: Hace su primera exposición en una librería de Buenos Aires.
- 1963: Publica su primer libro de recopilación de chistes gráficos, Mundo Quino y crea la historieta Mafalda para una agencia de publicidad, que no la utiliza.
- 1964: El 29 de septiembre, Mafalda ve la luz en el semanario Primera Plana.
- 1965: El diario El Mundo empieza a publicar la tira de Mafalda.
- 1966: Primera recopilación de tiras de Mafalda en un libro. La edición se agota en dos días.
- 1967: A fines de ese año, se interrumpe la tira de Mafalda, por la desaparición de El Mundo. Quino, por su parte, sigue haciendo la página de chistes gráficos.
- 1968: Se reanuda la publicación en el semanario Siete Días. Mafalda, tras haberse publicado en algunos otros países de Iberoamérica, aparece por primera vez en Europa en una recopilación de textos y humor gráfico realizada en Italia.
- 1969: Se publica Mafalda la contestataria, primer libro europeo dedicado a Mafalda. Este libro, publicado en Italia, cuenta con una presentación de Umberto Eco.
- 1970: Editorial Lumen comienza a editar los libros de Mafalda.
- 1971: El semanario Triunfo, de Madrid, empieza a publicar sus chistes gráficos. Mafalda se extiende por toda Europa.
- 1972: Tras haber firmado contratos de comercialización para evitar especulaciones con el personaje, Quino firma un contrato para una serie animada de Mafalda dirigida por Catú. Además, publica A mí no me grite.
- 1973: Se empiezan a difundir los dibujos animados de Mafalda. El 25 de julio, entregó las cuatro últimas tiras y hace que Mafalda y sus amigos se despidan. Se publica su tercer libro, Yo que usted..., en la Editorial Siglo XXI Argentina.
- 1974: Se publica 'Diez años con Mafalda. De 1974 a 1976, el semanario de humor español Hermano Lobo publica sus viñetas.
- 1977: Ilustra, a petición de la Unicef, la Declaración de los Derechos del Niño.
- 1979: Con autorización de Quino, Glenat empieza a editar las tiras de Mafalda coloreadas. Se publica Gente en su sitio.
- 1981: En Buenos Aires, se estrena un largometraje de Mafalda, con un montaje de cortometrajes hechos para la televisión.
- 1982: El Salón Internacional de Humorismo de Montreal lo nombra Cartoonist del Año. Se publica Ni arte, ni parte.
- 1983: Realiza dibujos de Mafalda para una campaña de odontólogos argentinos sobre higiene bucal. Se publica Déjenme inventar.
- 1985: Quino realiza dibujos para propaganda de algunos programas de nutrición, sanidad y cultura del gobierno argentino. Se publica Quinoterapia. Primeros cortometrajes que se producen y realizan en Cuba sobre páginas de humor de Quino: Quinoscopio.
- 1987: Se publica Sí, cariño....
- 1988: Su ciudad natal, Mendoza, lo distingue con el título de Ciudadano Ilustre como Maestro del Humor, la Sensibilidad y la Justicia de Proyección Nacional e Internacional. Dibuja un cartel para el Ministerio de Relaciones Exteriores, Comercio Internacional y Culto, para la conmemoración de los derechos humanos y los cinco años de democracia en Argentina.
- 1989: En el 25.° aniversario de Mafalda se publica Mafalda inédita. Se publica Potentes, prepotentes e impotentes.
- 1991: Se publica Humano se nace.
- 1992: Se organiza en Madrid la exposición El Mundo de Mafalda. Se publica Todo Mafalda.
- 1993: 1.ª edición de Toda Mafalda, Ediciones de la Flor. En colaboración con Televisión Española, produce 104 episodios de la historieta Mafalda, realizados por Juan Padrón en el Instituto Cubano del Arte e Industria Cinematográficos, cortometrajes que no han sido comercializados en la televisión argentina. Se publica ¡Yo no fui!, de Ediciones de la Flor.
- 1994: Se celebran en Milán los treinta años de Mafalda con una reunión en el Circolo della Stampa, con la presencia de Umberto Eco, Marcello Bernardi, Fulvia Serra (directora de la revista Linus) y Román Gubern (presidente del Instituto Cervantes de Roma).
- 1995: Se inicia la publicación de páginas de humor de Quino en El País Semanal, dominical del diario El País, de Madrid.
- 1996: Se publica en Argentina Cuentecillos y otras alteraciones, de Jorge Timossi, con ilustraciones de Felipe hechas por Quino. Se publica ¡Qué mala es la gente!.
- 1997: Recibe un curioso premio Placa de Plata, otorgado por la Asociación Madrileña de Empresarios de Restaurantes y Cafeterías, por haber contribuido con sus manifestaciones gráficas al prestigio y la difusión gastronómica. También, se le otorga el premio de la Asociación Profesional de Ilustradores de Madrid.
- 1998: Ediciones de la Flor reedita el primer libro de Quino, Mundo Quino, con prólogo del autor. Es distinguido por la Secretaría de Cultura del Gobierno de la Ciudad de Buenos Aires como Maestro de Arte, en reconocimiento de su labor. Publica su sitio web.
- 1999: En abril, Ediciones de la Flor reedita A mí no me grite. La Librería Internacional invita a Quino a San José, Costa Rica, con el auspicio del diario La Nación.
- 2000: El Instituto Cubano del Libro expone la muestra El Mundo de Quino en el Centro Wilfredo Lam, subsede de la novena Feria Internacional del Libro de Cuba. Litexa Boliviana, S.A., invita a Quino a La Paz, Bolivia, con motivo de la Feria del Libro, con el auspicio de Lloyd Aéreo Boliviano y la Alcaldía de La Paz. En esta oportunidad, la relación establecida con el público lo lleva a comprometerse a asistir a la Feria del Libro.
- 2001: Durante julio y agosto, realiza una muestra itinerante de humor en Bolivia. A su vez, en Grecia, con motivo del 5.º Festival Internacional del Humor, Quino expone una muestra de sus dibujos y de algunas tiras de Mafalda, con el auspicio del Ministerio de Cultura de Grecia y la Unesco. En octubre, es invitado al Salón Internacional del Cómic de Gijón. Con motivo de la Muestra Iberoamericana de Humor Gráfico, la Universidad de Alcalá lo nombra Catedrático Honorífico del Humor. En noviembre, Ediciones Glénat y Hachette Canadá invitan a Quino al 23.º Salon du Livre de Montreal.
- 2002: En septiembre, es invitado a exponer su obra de humor gráfico y Mafalda en el «21ème Salon Internacional de la Caricature, du Dessin de Presse et d'Humour», de Saint Just le Marte. En noviembre, el IILA (Instituto Ítalo-Latino Americano) y la Embajada de la República Argentina organizan en Roma la exposición de Quino «Il Padre di Mafalda ha altri figli» en la Scuderie del Palazzo Santacroce.
- 2003: Realiza una exposición de sus trabajos y una charla en la ciudad de Bahía Blanca, Argentina. Inaugura la Feria Internacional del Libro de Guayaquil, Ecuador. En septiembre, realiza una exposición de su obra en Biarritz (Francia), con motivo del festival de la CITA 2003. La Universidad de Guadalajara, México, le otorga el premio-homenaje «La Catrina» y se realiza una exposición de su obra.
- 2004: Inaugura en Milán la exposición De viaje con Mafalda, para conmemorar los 40 años de la primera publicación del personaje en Argentina. En julio, Ediciones de la Flor publica su nuevo libro, ¡Qué presente impresentable!. En agosto, inaugura en Buenos Aires la exposición Quino, 50 años, con la que se celebran los 50 años de la publicación de su primer dibujo humorístico en la revista Esto es. La exposición se traslada luego a Córdoba y a Mar del Plata. En noviembre, Éditions Glénat (Francia) organiza en París un homenaje a Quino acompañado de una exposición de dibujos de sus colegas franceses, que agasajan a Mafalda, y lanza el libro Un présent impresentable.
- 2005: La exposición De viaje con Mafalda se presenta en Roma, Nápoles, Zagarolo (Roma), Voghera (Pavía), Jesolo (Venecia), Bolonia y Barcelona. La exposición Quino 50 años continúa su itinerancia por Argentina, y se presenta en Rosario, Casilda, Mendoza y San Rafael.
- 2007: Se retira del dibujo, aunque se siguen publicando sus tiras.
- 2008: Presentan, en el mural de un subte de Buenos Aires, tiras de Mafalda.
- 2009: Deja de publicar tiras en la Revista Viva, tras escribir una carta en la que anuncia su retiro.
- 2009: Participa con un original de Mafalda, realizado para el diario El Mundo, en la muestra Bicentenario: 200 años de humor gráfico, que el Museo del Dibujo y la Ilustración realiza en el Museo de Artes Plásticas Eduardo Sívori de Buenos Aires en homenaje a los más importantes creadores del humor gráfico en Argentina a través de su historia.
- 2012: En diciembre, la tira Mafalda llega en formato ebook a la tienda Kindle de Estados Unidos en idioma español. Sus 12 libros se publican oficialmente. Además, Mafalda hace su llegada oficial a las redes sociales con cuentas en Twitter, Facebook y Pinterest. Por primera vez en su historia, llegan los personajes de Quino a las redes sociales, con el nombre MafaldaDigital. En ese mismo mes, se lanza por primera vez la página oficial de Mafalda, en el sitio web oficial de Quino.[16]
- 2013: En febrero, Quino y Panarea Digital lanzaron la primera aplicación oficial de la tira cómica Mafalda.[17] Lanzamiento de Mafalda para iPad.

## Obras
Nota: se detallan aquí únicamente las obras publicadas originalmente en Argentina, ya que las ediciones de otros países suelen ser similares.

### Mafalda

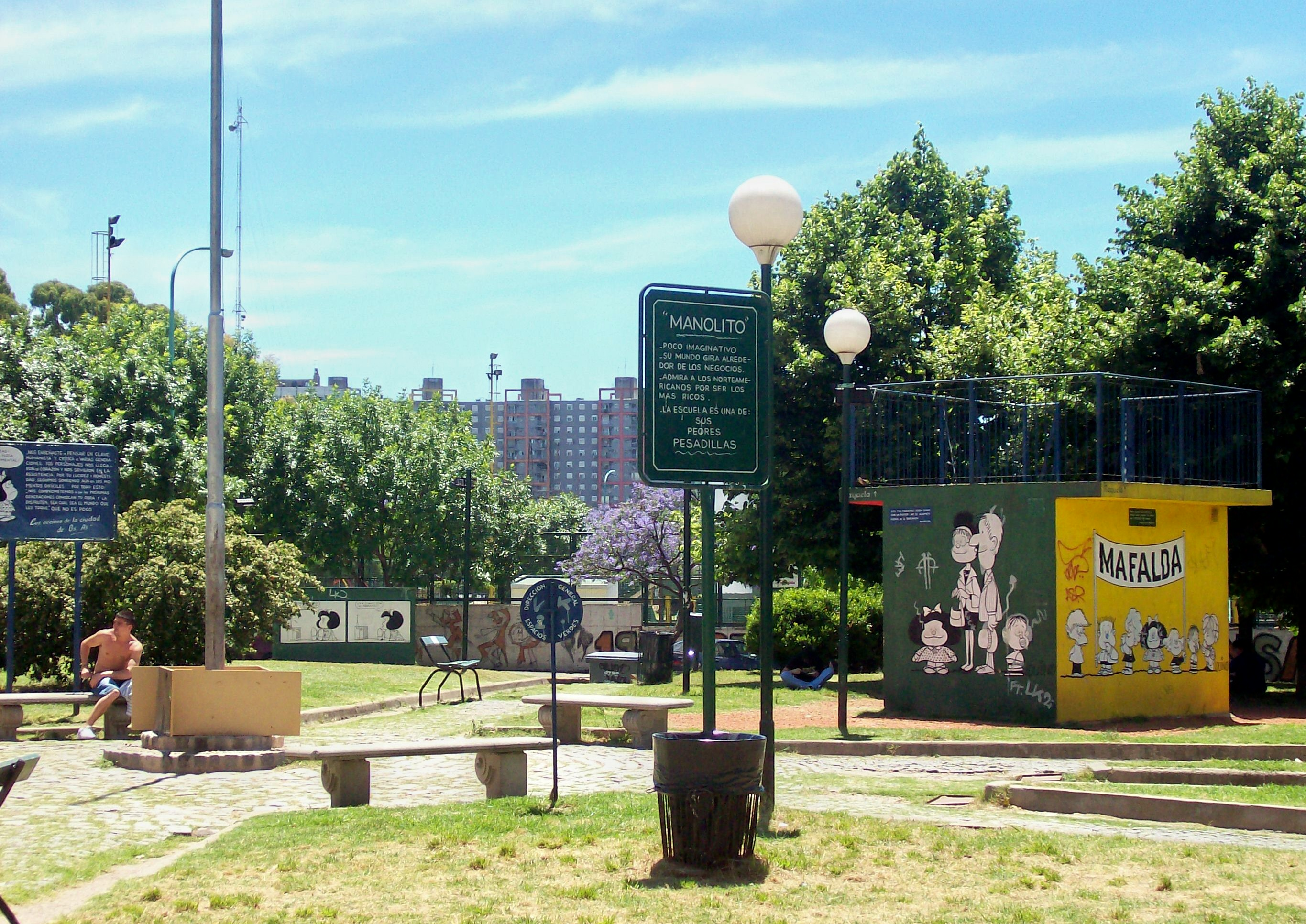
Plaza Mafalda, en el barrio porteño de Colegiales.

La más conocida de sus obras, Mafalda, en un principio fue una publicidad para lavadoras. Quino intentó dejarla pero la historieta ya había tomado fuerza.

### Otras publicaciones

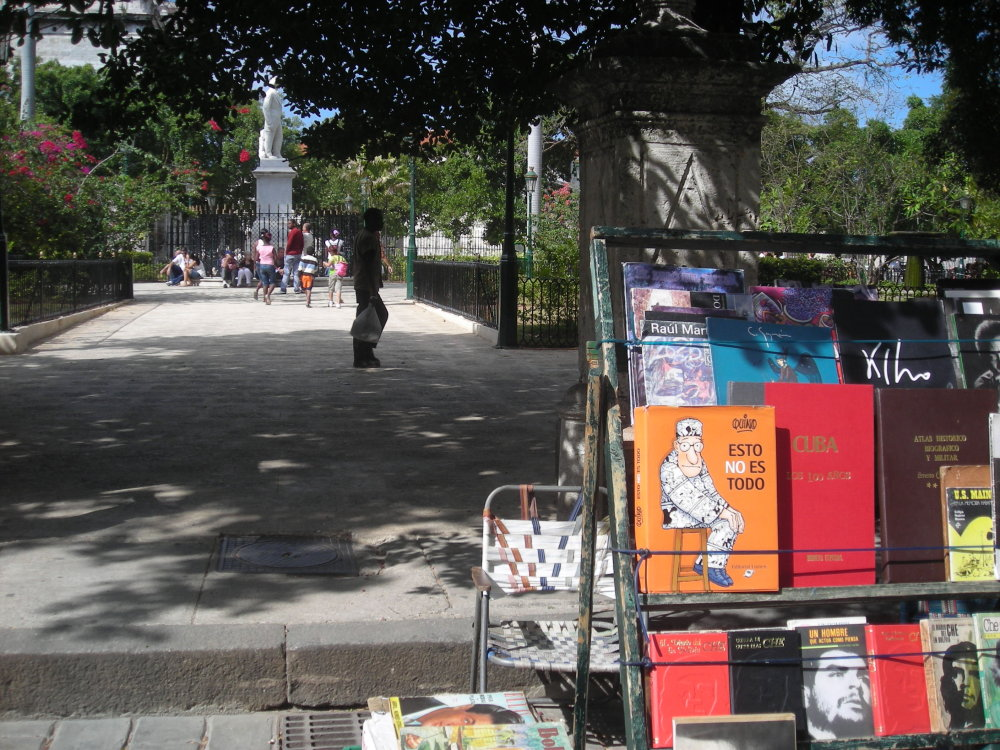
Libro Esto no es todo en venta en un mercado callejero de una plaza en La Habana Vieja, Cuba.

- Mundo Quino (1963) (reeditado en 1998)
- A mí no me grite (1972) (reeditado en 1999)
- Yo que usted... (1973)
- Bien, gracias, ¿y usted? (1976)
- Hombres de bolsillo (1977)
- Gente en su sitio (1978)
- A la buena mesa (1980)
- Ni arte ni parte (1981)
- Déjenme inventar (1983)
- Quinoterapia (1985)
- Sí, cariño (1987)
- Potentes, prepotentes e impotentes (1989)
- Humano se nace (1991)
- Yo no fui (1994)
- Cuentecillos y otras alteraciones (1995) (sólo las ilustraciones; textos de Jorge Timossi)
- ¡Qué mala es la gente! (1996)
- ¡Cuánta bondad! (1999)
- Esto no es todo (recopilación) (2002)
- ¡Qué presente impresentable! (2005)
- La aventura de comer (2007)
- Todo Mafalda (2007)
- ¿Quién anda ahí? (2012)
- Simplemente Quino (2016)

## Filmografía
- En Argentina:
  - Mafalda (1965).
  - Mafalda (1982).

- En Cuba, realizadas por Juan Padrón:
  - Quinoscopio (1986-1988), basada en sus ideas y dibujos.
  - Mafalda (1991), serie de 104 capítulos de 1 minuto de duración.

## Premios y distinciones
- Palma de Oro en el Salón Internacional del Humorismo de Bordighera de 1978.
- Dibujante del año en 1982, concedido por sus colegas.
- Konex de Platino de las artes visuales - humor gráfico de 1982 y 1992.[18]
- Ciudadano Ilustre y llave de la ciudad de Mendoza en 1988.
- Premio Max und Moritz a mejor tira cómica internacional por Mafalda, otorgado por el 3.er Salón Internacional del Cómic de Erlangen en 1988.[19]
- Placa de Plata de la Asociación Madrileña de Empresarios de Restaurantes y Cafeterías de 1997, por contribuir al prestigio y la difusión gastronómica.
- Maestro de Arte por la Secretaría de Cultura del Gobierno de la Ciudad de Buenos Aires en 1998.
- B'nai B'rith Derechos Humanos en 1998, por la defensa de los derechos humanos.[20]
- Premios Haxtur al Autor que Amamos, 2000 en el Salón Internacional del Cómic del Principado de Asturias.[21]
- Catedrático Honorífico del Humor por la Universidad de Alcalá de Henares en 2000.[22]
- Premio Iberoamericano de Humor Gráfico Quevedos 2000.[23]
- Premio de caricatura La Catrina, otorgado por la Feria Internacional del Libro de Guadalajara en 2003.[24]
- Ciudadano Ilustre de la ciudad de Buenos Aires en 2004.[25]
- Caballero de la Orden de Isabel la Católica en 2005.
- Ciudadano Ilustre de Guaymallén en 2005.
- Fundación Príncipe Claus para la Cultura y el Desarrollo de La Haya en 2005.
- Doctor Honoris Causa por la Universidad Nacional de Córdoba en 2006.
- Premio Extremadura a la Creación a la mejor Trayectoria Artística de Autor Iberoamericano en 2007.
- Pluma de Honor, otorgado por la Academia Nacional de Periodismo.[26]
- Premio Konex - Mención a la Trayectoria en 2012.
- Caballero de la Legión de Honor de la República Francesa 2014.[27]
- Premio Príncipe de Asturias de Comunicación y Humanidades 2014.
- Mayo de 2014: Mención de honor «Senador Domingo Faustino Sarmiento», otorgada por el Congreso de la Nación Argentina.[28]
- Premio de honor «John Buscema: Amar el cómic» (2014).[29]
- Orden al Mérito Artístico y Cultural Pablo Neruda de Chile, ceremonia encabezada por la presidenta Michelle Bachelet en enero de 2015.[30]
- Doctor Honoris Causa por la Universidad Nacional de Cuyo en 2019.[31]
- Premio Konex de Honor - Personalidad fallecida de la década en Artes Visuales 2022.
- El asteroide del cinturón principal (27178) Quino está dedicado a él.